# Black Dub (Isle of Man)

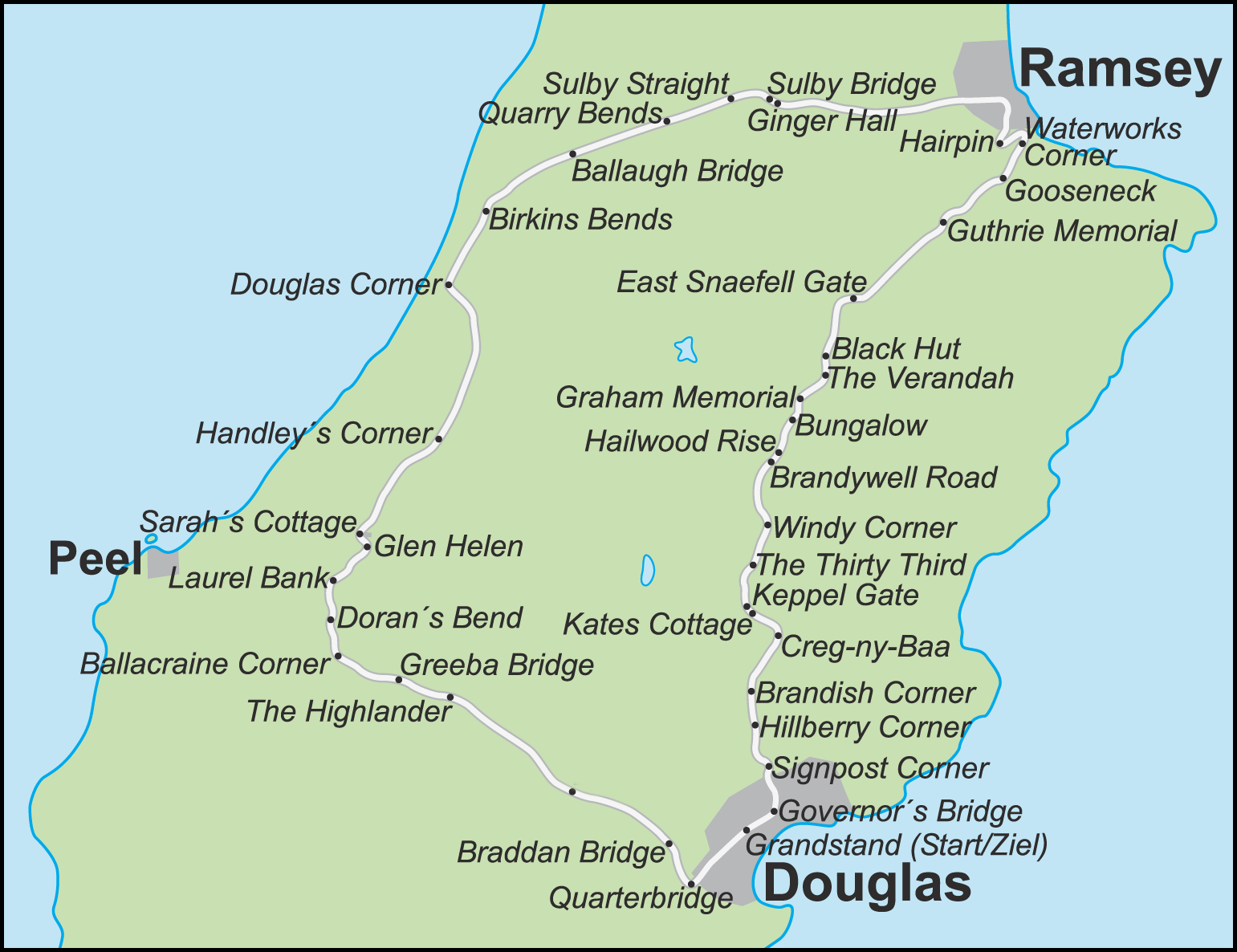
Black Dub ligt aan de westkant van de Snaefell Mountain Course tussen Laurel Bank en Glen Helen

Black Dub (Zwarte poel) en Glen Moar zijn markante punten op het eiland Man in de civil parish German. Ze liggen langs de A3 Castletown - Ramsey.
Bij Black Dub ligt de voormalige koren-watermolen annex café en garage "Glen Moar". Daar werd ooit graan gemalen, maar toen café en garage nog in bedrijf waren wekte de watermolen ook haar eigen elektriciteit op.

## Isle of Man TT en Manx Grand Prix
Black Dub ligt ook tussen de 9e en de 10e mijlpaal van de Snaefell Mountain Course. Dat is het stratencircuit dat gebruikt wordt voor de Isle of Man TT en de Manx Grand Prix. Het vormt het een van de markante punten langs dit circuit en ligt tussen Ballacraine en Glen Helen. Black Dub maakte ook deel uit van de Highroads Course en de Four Inch Course, die gebruikt werden voor de Gordon Bennett Trial en de RAC Tourist Trophy van 1904 tot 1922. Het hoorde ook bij de St John's Short Course, die voor motorraces werd gebruikt van 1907 tot 1910.

### Circuitverloop

#### 9e mijlpaal en Glen Moar Mill
Vanaf Ballacraine tot voorbij Sarah's Cottage blijft de Mountain Course bochtig, en de coureurs zijn voortdurend bezig de juiste lijnen te kiezen tussen de rotswand links en het trottoir en de lage muurtjes rechts van de weg. Na Laurel Bank 2 volgt een snelle bocht naar rechts die eindigt bij de 9e mijlpaal van het circuit. Dan moet men naar links langs Glen Moar Mill, maar in de bocht ligt een kleine verhoging waardoor het moeilijk is de motorfiets te positioneren voor de afdaling naar Black Dub.

#### Black Dub
Black Dub begint met een rechter bocht en achter het muurtje rechts ligt de rivier Neb die daar wat breder is en de zwarte poel vormt waar het gebied zijn naam aan dankt. In de beginjaren van de Isle of Man TT was de onverharde weg hier zo smal dat rijders elkaar nauwelijks konden passeren. Er stonden ook nog minder bomen dan tegenwoordig. In 1930 werd de weg aanmerkelijk breder gemaakt. Doordat de coureurs tegenwoordig min of meer door een tunnel van bomen rijden is er wat meer beschutting, maar in 1985 waaide het hier tijdens de Senior toch zo hard dat de wind vat kreeg op de stroomlijnkuip van de motorfiets van Steve Hislop, waardoor het voorwiel opgetild werd. Hislop hield aan zijn val een gebroken duim over, maar een ronde later verongelukte Rob Vine op dezelfde plaats. Door de vele bomen blijft de weg na een regenbui langer nat dan op andere plaatsen op het circuit.

#### The Vaish en Quarter-Distance Marker
Na de uitgang van Black Dub passeren de rijders een gedeelte dat in de volksmond "The Vaish" heet. Er ligt ook een boerderij met die naam, maar de organisatie van de TT gebruikt het niet als officiële "marker". In 2007 botsten hier tijdens de trainingen drie coureurs tegen elkaar. De machines vlogen in brand en toen die aan de begroeiing op het linker talud begon te vreten moest de training worden stilgelegd om een brandweerauto toe te kunnen laten. Bij the Vaish staat ook de "Quarter-Distance Marker", een bordje dat aangeeft dat een kwart (15,2 kilometer) van het circuit is afgelegd.

## Gebeurtenissen bij Black Dub
- Op 7 juni 1985 verongelukte Rob Vine met een 500cc Suzuki tijdens de Senior TT
- Op 2 juni 1994 verongelukte Mark Farmer met een 1000cc Britten tijdens de Training voor de Isle of Man TT
- Op 2 juni 2004 verongelukte Manxman en bakkenist Paul Cowley met 600cc Yamaha zijspancombinatie tijdens de training voor de Sidecar TT

Voor Rob Vine en Mark Farmer werden bij Black Dub twee kleine monumenten opgericht, maar ze zijn bijna onzichtbaar verborgen in een apart tuintje achter een stenen muur. Ook werd het "Rob Vine Fund" opgericht. Dat verzorgt trainingen en opleidingen voor de medische staf en de marshals van de Isle of Man TT en de Manx Grand Prix.

## Trivia
Geoff Duke was bekend om zijn veilige manier van rijden, maar bij Black Dub verloor hij in 1950 toch even de controle over zijn 350 cc Norton Manx. Hij haalde de bocht, maar zag nog net hoe een rij toeschouwers in de buitenbocht achterover rolde, waarschijnlijk de rivier in.
(Markante punten in cursief zijn onofficiële punten of worden alleen gebruikt binnen Marshal Sectors)
1e mijl:
TT Grandstand ·
Nobles Park ·
St Ninian's Crossroads ·
Bray Hill ·
Ago's Leap ·
Quarterbridge Road ·
1st Milestone ·
2e mijl:
Wal Handley Memorial Seat ·
Quarterbridge ·
Port-y-Chee Meadow ·
Braddan Bridge ·
Jubilee Oak ·
Braddan Bridge House ·
Braddan Depot ·
Snugborough (Cronk Dhoo) ·
2nd Milestone ·
3e mijl:
Union Mills (Mullen Dhoo, Mwyllin Dhoo Aah, Mullin Doway) ·
Railway Inn ·
Ballahutchin Hill (Elm Bank Hill) ·
3rd Milestone ·
4e mijl:
Ballafreer ·
Glenlough ·
Ballagarey Corner ·
Glen Vine (Glen Darragh) ·
Ballabeg ·
4th Milestone ·
5e mijl:
Crosby ·
Crosby Left (Vicarage Corner) ·
Crosby Cross-Roads ·
5th Milestone ·
6e mijl:
Crosby Hill (Ballaglonney Hill of Halfway Hill) ·
Halfway House (The Waggon & Horses) ·
St Trinian's ·
The Highlander ·
Greeba Verandah ·
Pear Tree Cottage ·
Greeba Castle ·
6th Milestone ·
7e mijl:
Appledene (Shimmin's Corner) ·
Central Valley (Greeba Gap) ·
Greeba Bridge ·
The Hawthorn ·
Knock Breck ·
Gorse Lea ·
7th Milestone ·
8e mijl:
Ballagarraghyn ·
Ballacraine ·
Ballaspur ·
Ballig ·
8th Milestone ·
9e mijl:
Ballig Bridge ·
Doran's Bend ·
Laurel Bank ·
9th Milestone ·
10e mijl
Glen Moar Mill ·
Black Dub ·
Quarter-Distance Marker ·
The Vaish ·
Glen Helen (Glen Rhenass) ·
Sarah's Cottage ·
Creg Willey's Hill ·
10th Milestone ·
11e mijl:
Lambfell Beg ·
Lambfell (Moar) Cottage ·
Cronk-y-Voddy (Cronk-y-Voddy Straight) ·
Cronk-y-Voddy Cross Roads ·
Molyneux's ·
Cronk Bane Farm ·
11th Milestone ·
12e mijl:
Drinkwater's Bend ·
Handley's Corner (Cronk-y-Fedjag, Ballamenagh) ·
12th Milestone ·
13e mijl:
McGuinness's (Shoughlaigue Bridge) ·
Ballaskyr ·
Barregarrow Cross Roads (Cronk Aashen) ·
Barregarrow ·
Little Bray ·
Barregarrow Bottom ·
Cammal Farm ·
Cronk Urleigh ·
13th Milestone ·
14e mijl:
Ballalonna Bridge ·
Westwood Corner ·
Ballakinnag ·
14th Milestone ·
15e mijl:
Douglas Road Corner ·
Glen Wyllin Corner ·
The Mitre ·
Dave Saville Memorial Seat ·
Kirk Michael ·
The White House ·
15th Milestone ·
16e mijl:
Birkin's Bend ·
Rhencullen ·
Bishopscourt ·
Bishopscourt Farm Bends ·
Bishopscourt Straight ·
Orrisdale North ·
16th Milestone ·
17e mijl:
Dub Cottage (Bishop's Dub) ·
Alpine Cottage ·
Balla Cobb ·
17th Milestone ·
18e mijl:
Ballaugh Bridge ·
Ballaugh ·
Gwen's ·
Ballacrye Corner ·
Ballacrye ·
18th Milestone ·
19e mijl:
Quarry Bends ·
Ballavolley ·
Wildlife Park ·
Sulby Straight ·
Half-distance Marker ·
19th Milestone ·
20e mijl:
Sulby ·
Sulby Glen Hotel ·
Sulby Crossroads ·
Sulby Bridge ·
20th Milestone ·
21e mijl:
Ginger Hall ·
Kerrowmoar ·
21st Milestone ·
22e mijl:
Glen Duff ·
Glentramman ·
Temple Corner (Water Through Corner) ·
Glentramman Loop Road ·
Churchtown ·
Caravan ·
22nd Milestone ·
23e mijl:
Lezayre War Memorial ·
Ballakillingan ·
Conker Fields ·
K-tree ·
Sky Hill ·
Milntown Cottage (Pinfold Cottage) ·
Milntown Bridge (Glen Auldyn Bridge) ·
Milntown ·
Gardener's Lane ·
23rd Milestone ·
24e mijl:
Lezayre Road ·
School House Corner (Crossags, Russel's Corner) ·
Parliament Square ·
Queen's Pier Road ·
Ramsey Depot ·
Cruickshanks Corner ·
May Hill ·
24th Milestone ·
25e mijl:
Whitegates ·
Stella Maris ·
Ramsey Hairpin ·
Little Gooseneck ·
Water Works Corner ·
Ballure Reservoir ·
Mountain Section ·
Tower Bends ·
25th Milestone ·
26e mijl:
Gooseneck ·
Joey's (26th Milestone) ·
27e mijl:
Guthrie's Memorial ·
The Cutting ·
27th Milestone ·
28e mijl:
Milligan's Bridge ·
Mountain Mile ·
28th Milestone ·
29e mijl:
Three-Quarter distance marker ·
Mountain Box (East Mountain Gate, East Snaefell Gate) ·
29th Milestone ·
30e mijl:
Casey's (Rice's Corner, George's Folly) ·
Black Hut (Stonebreakers Hut, Shepherd's Hut) ·
John Smyth Memorial Shelter ·
Verandah ·
30th Milestone ·
31e mijl:
Bungalow Bridge ·
Stonebridge ·
Les Graham Memorial ·
Bungalow Bends ·
McIntyre Box ·
Murray's Museum ·
Joey Dunlop Memorial ·
The Bungalow ·
31st Milestone ·
32e mijl:
Hailwood's Rise ·
Hailwood's Height ·
Brandywell (West Mountain Gate, Beinn-y-Phott Gate, Bungalow Gate) ·
Duke's (32nd Milestone) ·
33e mijl:
Windy Corner (Nobles Corner) ·
Nobles Park Road ·
Slieu Lhost Quarry ·
Thirty-Third (33rd Milestone) ·
34e mijl:
Keppel Gate (Clarke's Corner) ·
Kate's Cottage (Shepherd's House) ·
34th Milestone ·
35e mijl:
Creg-ny-Baa (the Keppel Hotel) ·
Gob-ny-Geay (Sunny Orchard) ·
35th Milestone ·
36e mijl:
Brandish Corner (Telegraph Hill, O'Donnell's en Upper Hillberry Corner) ·
Hillberry Corner ·
36th Milestone ·
37e mijl:
Glen Dhoo Farm ·
Hillberry Road ·
Cronk-ny-Mona ·
Johnny Watterson's Lane ·
Signpost Corner ·
Bedstead Corner ·
The Nook ·
37th Milestone ·
38e mijl:
Bemahague ·
Governor's Bridge ·
Governor's Dip ·
Glencrutchery Road ·
38th Milestone